# Ольсдорфское кладбище
Ольсдорфское кладбище (нем. Ohlsdorfer Friedhof, либо (ранее) нем. Hauptfriedhof Ohlsdorf) — кладбище в районе Ольсдорф в Гамбурге, крупнейшее кладбище-парк в мире.
Основано в 1877 году как многоконфессиональное. Территория кладбища 391 га. Насчитывает более 280 тысяч могил и полтора миллиона захоронений. На кладбище 4 въезда для общественного и личного транспорта и 25 автобусных остановок.
Кладбище-парк является значимой достопримечательностью: его посещают свыше двух миллионов туристов в год. Кроме величественных мавзолеев, здесь есть скульптуры, пруды, птицы, рододендроны и музей похоронного дела.